# Українські студенти за свободу
Українські Студенти за Свободу (УСС) — громадська організація лібертаріанського спрямування. Декларує, що заснована на засадах «захисту, популяризації та лобіювання принципів вільного суспільства».

## Історія
Організація була створена 19 квітня 2017 року. За перший рік роботи до організації долучилися понад 100 студентів з 15 областей України, які провели 24 місцеві заходи із понад 1600 учасниками.
У 2018 та 2022 році організація отримала нагороду SMITH STUDENT OUTREACH AWARD за найкращий студентський проєкт року «Програма Лідерства».

## Діяльність

### 2017—2021 роки
Організація проводить всеукраїнські освітні проєкти Free Generation Forum та Студентська модель конгресу.[відсутнє в джерелі]
Також Українські Студенти за Свободу є організаторами та співорганізаторами низки акцій протесту: акція на підтримку легалізації медичного канабісу, мітинг проти побиття студентів у харківському парку, мітинг проти призначення Сергія Шкарлета міністром освіти та науки, акції протесту проти ув’язнення Сергія Стерненка та Андрія Антоненка, всеукраїнська акція, присвяченій Дню Гідності та Свободи, акція під посольством Білорусі в Києві з вимогою відпустити білоруського активіста Петра Маркелова з-під варти, під час акції під посольством Російської федерації члени організації створили «Перший український гуманітарний конвой до Росії» у вигляді туалетів, які були вкрадені з українських морських човнів під час Інциденту в Керченській протоці.

### 2022—2023 роки
У лютому 2022 року УСС стали одним з рушіїв протесту проти Сергія Шкарлета на тлі скандалу з призначенням президента НаУКМА.
Після початку повномасштабного вторгнення Росії на базі ГО "УСС" була створена БО «Київський гуманітарний штаб» , президент організації Кирило Димов став засновником та директором БО "Другий фронт". 
29 березня 2022 року загинув активіст УСС Дмитро Євдокимов. 19 травня 2022 Дмитро Євдокимов, посмертно нагороджений орденом «За мужність» ІІІ ступеня.
2 квітня 2023 року у Ботанічному саду ім. М. М. Гришка була створена "Алея героїв УСС", на знак пам'яті загиблих Дмитра Євдокимова, Семена Обломея, Олександра Злочевського, які були активістами «Українських Студентів за Свободу» та Михайла Приступи, який був Прихильником і другом Організації, а також близького друга УСС, Олексія Бориса.
14 листопада 2023 року Львівський осередок організації, провів акцію протесту проти Ірини Фаріон, метою якого було звільнення викладачки з посади в Національному університеті «Львівська політехніка».

### Законотворча діяльність
«Українські студенти за свободу» спільно з «Українським товариством економічних свобод» та низкою інших організацій брали участь у розробці законопроєкту 10313, що стосувався регулювання використання медичного канабісу в Україні. 15 травня 2019 року проєкт закону одноголосно підтримав комітет Верховної Ради з питань прав людини, нацменшин і міжнаціональних відносин. Законопроєкт надійшов до парламенту 20 травня 2019 року, проте не був проголосований у першому читанні.
Також організація брала участь законопроєкту постанови про особливості написання латиницею географічних назв України